# 美国文理科学院
美国艺术与科学院（英語：American Academy of Arts and Sciences，简称 American Academy，縮寫AAAS ），又译作美国人文与科学院、美国文理科学院，是美国历史最悠久的院士机构及地位最为崇高的荣誉团体之一，也是进行独立政策研究的学术中心。自从约翰·亚当斯、约翰·汉考克、詹姆斯·鲍登、罗伯特·崔特·潘恩及其他的建国先贤于独立战争期间创立人文与科学院以来，当选为其院士一直被认为是美国的最高荣誉之一。
人文与科学院负有双重职能：从科学、人文、商业、政治、艺术等领域选举每个世代最优秀的学者及最具影响力的领袖成为其院士，以及针对社会的需要进行政策研究。目前人文与科学院的主要研究计划聚焦于高等教育与科研、人文与文化研究、科学与技术进展、美国政治、人口与环境、儿童福利等。其主办的季刊《代達洛斯》被广泛的认为是国际最重要的学术刊物之一。
人文与科学院的总部位于马萨诸塞州的剑桥市。

## 歷史
1780年5月4日，美国人文与科学院由马萨诸塞州立法机构批准成立。根据其宪章记载，该院宗旨为：「弘扬学术，以增进自由、独立、良善之公民德行」。首任院长为美国第一任副总统及第二任总统约翰·亚当斯，62位创始院士分别在政治、专业、商业等各领域拥有广泛的兴趣以及崇高的地位。
人文与科学院于1781年选举首批院士，其中包括本杰明·富兰克林、乔治·华盛顿以及多位外籍院士。其最初的纪要出版于1785年，院刊则于1846年起出版。在20世纪50年代，人文与科学院推出学刊《代达罗斯》，以表现其对更广泛的知识与社会导向问题的承诺。
贯穿于其历史，人文与科学院颁发一系列奖项。其中，第一个奖项由本杰明·汤普森（朗福德伯爵）于1796年设立，用于奖励“光和热”领域的杰出成就，并为相关研究工作提供支持。其它的奖项则分别用于奖励自然科学、社会科学、人文科学等领域的重要贡献。2000年起，人文与科学院开始颁发爱国学者奖，用于表彰对人文与科学院做出重要贡献，并且在言行中体现出美国国父们服务社会的精神的个人。
自从20世纪下半叶以来，政策研究成为人文与科学院的关注重心。在1950年代末，军控问题是人文与科学院最关注的问题，人文与科学院也推动成立了位于北卡罗来纳州的国家人文研究中心。在1990年代末，人文与科学院制订了新的战略规划，聚焦于四大领域：科学、技术与全球安全；社会政策与教育；人文与文化；教育。在2002年，人文与科学院与哈佛大学共同启动了访问学者项目。目前，全美已经有54所大学成为这一项目的联合机构。

## 名称
人文与科学院建立之时，美国正在法国等国的协助下与英国作战，所以美国的创立者选择比照包括作家、人文学人、科学家、军事家、政治家在内的法兰西学术院，而不是仅涵盖自然科学的英国皇家学会，建立新大陆的学术院，并在正式名称中选用「Arts and Sciences」一词表示其覆盖全部学术和专业领域。「Arts and Sciences」有多种中文译法，包括「艺术与科学」、「人文与科学」、「文理科学」等。
比照英国皇家学会、主要涵盖自然科学的美国院士机构是成立于1863年的美国国家科学院。

## 学部与学组
人文与科学院共分为五个学部及二十四个学组:

### 数理科学部
- 数学组
- 物理组
- 化学组
- 天文及地理学组
- 工程科学与技术学组
- 计算机科学组

### 生命科学部
- 生物化学及分子生物学组
- 细胞生物学、发展生物学、微生物学、免疫学、基因学组
- 神经科学、认知科学、行为生物学组
- 演化生物学、种群生物学、生态学组
- 医学、生理学、药学、临床医学、公共卫生学组

### 社会科学部
- 心理学、教育学组
- 经济学组
- 政治学、国际关系、公共政策学组
- 法律（包括法律实践）学组
- 考古学、人类学、社会学、地理学、人口学组

### 艺术与人文科学部
- 哲学、宗教学组
- 历史学组
- 文学及语言学组
- 文学创作学组
- 视觉艺术及表演艺术组

### 公共事务、商业与行政管理学部
- 公共事务、新闻与传媒组
- 商业组
- 教育、科学、文化与慈善组

## 活动
人文与科学院聚集科学家、人文学人、艺术家、政治家、商业领袖以及其他领域的专家对复杂的社会、政治以及知识话题进行分析，以执行中立的政策研究。其下属的研究委员会负责评审及批准所有的研究计划，并协助判断何种研究计划能够最有效的利用人文与科学院的知识与资源。研究委员会同时与出版委员会紧密合作，以确保各研究计划的报告和出版物能够提升人文与科学院的学术水准，并增进人文与科学院对学术界、政治界以及公众的知识贡献。

### 研究计划
人文与科学院的四大研究领域如下：
- 科学、技术、以及全球安全：探索国际社会应当如何设计新的合作架构以提升国际安全，分析科学技术快速发展所带来的影响，以及研发促进这些转变的政策。
- 社会政策及美国制度： 研究美国制度，特别是与政府、企业等相关的制度。
- 人文与文化： 增进公众对于人文在生活中的价值与角色的理解，为有关人文的政策分析提供新的资源。
- 教育： 研究从小学、中学到大学的所有不同层次的教育。

### 研究基金项目
- 访问学者项目： 该项目为一跨学科的研究基金项目，目的是刺激和支持位于职业生涯早期的具有潜力的学者和实践家，并且为人文与科学院相关领域的院士与新一代的学者交流提供相关支持、
- 赫尔曼科技政策研究基金项目： 该项目为位于职业生涯早期、在科学与工程领域有所培训且有志于转向公共政策与管理的专业人士提供支持。受该基金资助的学人将与资深的科学家与政策专家共同工作，就重要的国内及国际的科技政策事务进行研究。

### 颁发奖项
- 爱国学者奖
- 创始人奖
- 艾默利奖
- 爱默生－梭罗奖
- 人文研究奖
- 拉姆福德奖
- 帕森斯奖
- 萨顿诗歌奖

### 全国人文社会科学委员会
2011年，美国国会参议院及众议院两党成员请求人文与科学院组织一个全国委员会，并向国会提交一份报告，推荐具体、可行的步骤以确保美国能够保持在人文社会科学领域的卓越地位。
根据国会的要求，人文与科学院成立了人文社会科学委员会，以进行全国范围内的讨论，并向政府、学校、大学、文化机构、商业机构、慈善机构推荐具体的行动方案，供其支持与强化上述知识领域。

## 人文与科学院院长列表（1791-现在）
- 1791–1814 约翰·亚当斯
- 1814–1820 Edward Augustus Holyoke
- 1820–1829 约翰·昆西·亚当斯
- 1829–1838 納撒尼爾·鮑迪奇
- 1838–1839 James Jackson
- 1839–1846 John Pickering
- 1846–1863 雅各布·毕格罗
- 1863–1873 阿薩·格雷
- 1873–1880 Charles Francis Adams
- 1880–1892 Joseph Lovering
- 1892–1894 Josiah Parsons Cooke
- 1894–1903 亚历山大·阿加西兹
- 1903–1908 William Watson Goodwin
- 1908–1915 John Trowbridge
- 1915–1917 Henry Pickering Walcott
- 1917–1919 Charles Pickering Bowditch
- 1919–1921 西奥多·威廉·理查兹
- 1921–1924 George Foot Moore
- 1924–1927 西奥多·莱曼
- 1927–1931 Edwin Bidwell Wilson
- 1931–1933 Jeremiah D. M. Ford
- 1933–1935 喬治·霍華德·帕克
- 1935–1937 罗斯科·庞德
- 1937–1939 Dugald C. Jackson
- 1939–1944 哈罗·沙普利
- 1944–1951 Howard Mumford Jones
- 1951–1954 Edwin Herbert Land
- 1954–1957 John Ely Burchard
- 1957–1961 Kirtley Fletcher Mather
- 1961–1964 Hudson Hoagland
- 1964–1967 Paul A. Freund
- 1967–1971 塔尔科特·帕森斯
- 1971–1976 Harvey Brooks
- 1976–1979 维克托·魏斯科普夫
- 1979–1982 Milton Katz
- 1982–1986 赫尔曼·费什巴赫
- 1986–1989 Edward Hirsch Levi
- 1989–1994 Leo Leroy Beranek
- 1994–1997 雅羅斯拉夫·帕利坎
- 1997–2000 Daniel C. Tosteson
- 2000–2001 James O. Freedman
- 2001–2006 Patricia Meyer Spacks
- 2006–2009 Emilio Bizzi
- 2010–present Leslie C. Berlowitz

## 院士
从最初开始，院士均由现有院士提名及选举产生，并且不仅仅包括科学家及人文学人，也包括作家、艺术家以及其它所有职业及政治领域的杰出代表。在科学院的历史上，共选举产生约10,000位院士，其中包括约翰·亚当斯、托马斯·杰斐逊、罗伯特·崔特·潘恩、约翰·詹姆斯·奥杜邦、约瑟夫·亨利、华盛顿·欧文、约西亚·吉布斯、奥古斯都·圣高顿、罗伯特·奥本海默、威拉·凯瑟、艾略特、爱德华·默罗、乔纳·沙克、尤多拉·威地、以及艾灵顿公爵。外籍院士则包括欧拉、拉法耶特侯爵、亚历山大·冯·洪堡、利奥波德·冯·兰克、达尔文、尼赫鲁、海森堡、以及亚历克·吉尼斯等。天文学家玛丽亚·米切尔是第一位入选人文与科学院的女性，她当选于1848年。目前人文与科学院共有约4,000位院士及外籍院士，其中包括超过250位诺贝尔奖得主及超过60位普利策奖得主。

### 华人院士
历史上，当选为美国人文与科学院院士或者外籍院士的华人包括：
- 1932年 胡　适，外籍院士，哲学家，前中央研究院院长，前北京大学校长。
- 1938年 吴经熊，外籍院士，法学家，前东吴大学法学院院长，前中华民国立法委员，「中华民国宪法第一草案」（吴氏宪草）起草人。
- 1947年 翁文灏，外籍院士，地质学家，首批中央研究院院士，前中华民国行政院院长。
- 1949年 钱学森，中国航天之父，两弹一星元勋。
- 1952年 王浩，数理逻辑、数学哲学家，哈佛大学教授。[10]
- 1959年 杨振宁，物理学家，普林斯顿高等研究院教授，1957年诺贝尔物理学奖得主[11]。
- 1959年 李政道，物理学家，哥伦比亚大学教授，1957年诺贝尔物理学奖得主。
- 1962年 林家翘，数学家，麻省理工学院教授，美国工业与应用数学学会前主席。
- 1970年 王瑞駪，物理学家，纽约州立大学布法罗分校教授。
- 1972年 吴健雄，物理学家，哥伦比亚大学教授，被誉为「物理学女王」及「中国的居里夫人」。
- 1975年 丁肇中，物理学家，麻省理工学院教授，1976年诺贝尔物理学奖得主。
- ——— 李远哲，化学家，1986年诺贝尔化学奖得主，前中央研究院院长。
- 1976年 黄克孙，理论物理学家、教育家、诗人、翻译家，麻省理工学院教授。
- 1979年 何炳棣，历史学家，芝加哥大学教授，美国亚洲学会前会长。
- 1982年 韦潜光，化工学家，普林斯顿大学教授，工学院前院长。
- ——— 丘成桐，数学家，哈佛大学教授，1982年菲尔兹奖得主。
- 1984年 王　倬，生物化学家，哈佛大学教授。
- 1985年 王义翘，生化工程师，麻省理工学院教授。
- 1988年 杜维明，哲学家，哈佛大学、北京大学教授。
- 1989年 朱经武，物理学家，香港科技大学前校长。
- 1989年 项武忠，数学家，斯坦福大学教授。
- ——— 谢希德，外籍院士，物理学家，复旦大学教授、校长。
- 1992年 徐遐生，天文学家，加州大学伯克利分校教授，美国天文学会前主席，国立清华大学前校长。
- ——— 朱棣文，物理学家，1997年诺贝尔物理学奖得主，美国能源部长。
- 1993年 王赓武，外籍院士，历史学家，澳洲人文科学院前院长，香港大学前校长。
- 1996年 翁启惠，生物化学家，中央研究院院长。
- 1997年 钱泽南，生物化学家，加州大学伯克利分校教授，美国霍华德·休斯医学研究所主席。
- ——— 廖述宗，生物学家，芝加哥大学教授。
- ——— 何大一，医学家，洛克菲勒大学教授。
- 1998年 吴以仲，生物学家，美国国立卫生研究院分子细胞生物学实验室主任。
- 1999年 王佑曾，资讯科学家，加州大学伯克利分校教授，白宫科技政策办公室前副主任，香港科技大学前副校长。
- ——— 李文雄，演化生物学家，芝加哥大学教授。
- ——— 李太枫，外籍院士，天文学家，中央研究院地球科学研究所前所长。
- 2000年 姚期智，计算机科学家，普林斯顿大学与清华大学教授，2000年图灵奖得主。
- ——— 余国藩，人文学家，芝加哥大学教授。
- ——— 崔　琦，物理学家，普林斯顿大学教授，1998年诺贝尔物理学奖得主。
- 2001年 姚鸿泽，数学家，哈佛大学教授。
- 2004年 萧荫堂，数学家，哈佛大学教授。
- ——— 谢　宇，社会学家，密歇根大学教授。
- ——— 林芳华，数学家，纽约大学教授。
- ——— 田　刚，数学家，麻省理工学院教授。
- 2005年 陈　怡，音乐家，密苏里大学堪萨斯分校教授。
- 2006年 钱　煦，生物医学工程学家，加州大学圣地牙哥分校教授，2011年美国国家科学奖章得主。
- ——— 哈　金，作家，波士顿大学教授，1999年美国国家图书奖得主。
- ——— 施春风，外籍院士，力学家，新加坡国立大学教授，前校长，沙特阿卜杜拉国王科技大学创校校长。
- 2007年 詹裕农，生物学家，加州大学旧金山分校教授。
- ——— 叶公杼，生物学家，加州大学旧金山分校教授。
- ——— 袁钧英，生物学家，哈佛大学教授。
- ——— 巫　鸿，艺术史学家，芝加哥大学教授。
- 2008年 谢晓亮，化学家，哈佛大学教授。
- 2009年 雷干城，理论物理学家，加州大学伯克利分校教授。
- ——— 戴宏杰，物理学家，斯坦福大学教授。
- 2010年 胡　玲，微电子学家，哈佛大学教授。
- ——— 陈长谦，化学家，加州理工学院教授，中央研究院前副院长。
- 2011年 翁玉林，天文学家，加州理工学院教授。
- ——— 张首晟，物理学家，斯坦福大学教授。
- ——— 张寿武，数学家，哥伦比亚大学教授。
- ——— 王映真，医学家，加州大学圣地牙哥分校。
- ——— 侯一钊，数学家，加州理工学院教授，应用数学系主任。
- 2012年 杨培东，化学家，加州大学伯克利分校教授。
- ——— 骆利群，生物学家，斯坦福大学教授。
- 2013年 施一公，生物学家，清华大学教授。
- 2016年 李零，考古与古汉语人文学家，北京大学教授。
- 2016年 施扬，生物医学家，哈佛医学院教授
- 2016年 白春礼，化学家，中国科学院院长
- 2016年 俞孔坚，建筑与景观设计学家，北京大学教授
- 2016年 余隆，指挥家，中国爱乐乐团艺术总监
- 2016年 叶玉如，女，神经生物学家，香港科技大学教授
- 2016年 刘国松，艺术家，台湾师范大学教授
- 2016年 季清华，女，认知科学家，亚利桑那州立大学教授
- 2016年 周蕾，文化评论家，杜克大学教授
- 2016年 Davie Li Lee，商人、风险投资人
- 2018年 张锋，神經生物學家
- 2018年 陈刚，材料和流体学家
- 2018年 林海帆，生物学家
- 2018年 刘建国 (生态学家)，生态学家
- 2018年 曹雪涛，免疫学家
- 2018年 袁行霈，中国古代文学家